# 大富貴酒樓
上海大富貴酒樓，是中華人民共和國上海市一家經營徽菜的連鎖餐飲企業，隸屬於上海豫园（集团）有限公司。该店的前身是安徽绩溪伏岭人邵运家於1898年（一說1881年、1901年、1918年）開設的徽面馆丹凤楼（一說名為徽州丹凤楼的酒樓），地址位於現今复兴东路转角处。因為所建之地原为「丹凤楼茶园」，所以得名徽州丹凤楼。1930年，邵运家病逝後，其同鄉邵在杭接盘丹凤楼。1932年，一二八事變爆发後，丹凤楼一度停业。战后丹凤楼自建三层楼房，1932年7月29日，新屋落成开业。1940年，該飯店被同乡人邵之林、邵增仁、邵在雄、胡元堂、许树滋、朱励公、朱德山、刘子余等8人集资盘下並更名為为大富贵酒楼（一說名為大富贵酒馆），意思是「吉祥如意，荣华富贵」，並且搬遷至中華路465号。1956年實現公私合營。文化大革命時期，造反派以大富贵这一招牌名称具有封建色彩，於是将匾额强行拆除並將飯店更名为安徽饭店。1970年代改为实验饭店，作为培训厨师的基地。改革开放后的1979年，飯店恢复原店名大富贵酒樓。1994年，大富贵酒楼入选中华老字号企业。1997年9月7日，大富贵酒楼第一家分店西藏南路店开业（首家門店位於老西門中華路）。2000年10月，大富贵酒楼的中華路店搬遷至中华路1409号。2002年1月19日，大富贵酒楼第二家分店金杨路店開店。2019年，大富貴酒樓推出老品牌“丹凤楼”。截至2021年7月底，大富貴酒樓共有分店49家。